# Auguste Roquemont
Auguste Roquemont (Genebra, 2 de junho de 1804 — Sé, Porto, 24 de janeiro de 1852), foi um pintor luso-suíço da época romântica.

## Biografia
Auguste Roquemont era filho natural do príncipe Frederico Augusto de Hesse-Darmstadt (1788-1867). Estudou em Paris num colégio interno a partir dos 8 anos e, entre 1818 e 1827, realizou a sua formação artística nas cidades italianas de Roma, Bolonha, Florença e Veneza. Foi-lhe atribuído o 1.º prémio numa prova de exame na Academia de Belas-Artes de Veneza (1820), em que teve de copiar uma cabeça a partir de uma estampa. Frequentou a Academia de Bolonha onde produziu trabalhos artísticos dos quais subsistem académias, esbocetos a óleo de autores renascentistas e barrocos, e estudos de figura a óleo.
O seu pai, que servira em vários exércitos europeus e veio a apoiar a causa de D. Miguel I, que conhecera durante o seu exílio em Viena, encontra-se em Braga no verão de 1828, marcando presença em paradas militares, quando chamou o filho para junto de si. Roquemont embarcou de Génova no dia 8 de julho de 1828 e chegou a Lisboa a 24 de agosto seguinte. Durante a estada do pai em Portugal, foi seu secretário particular.

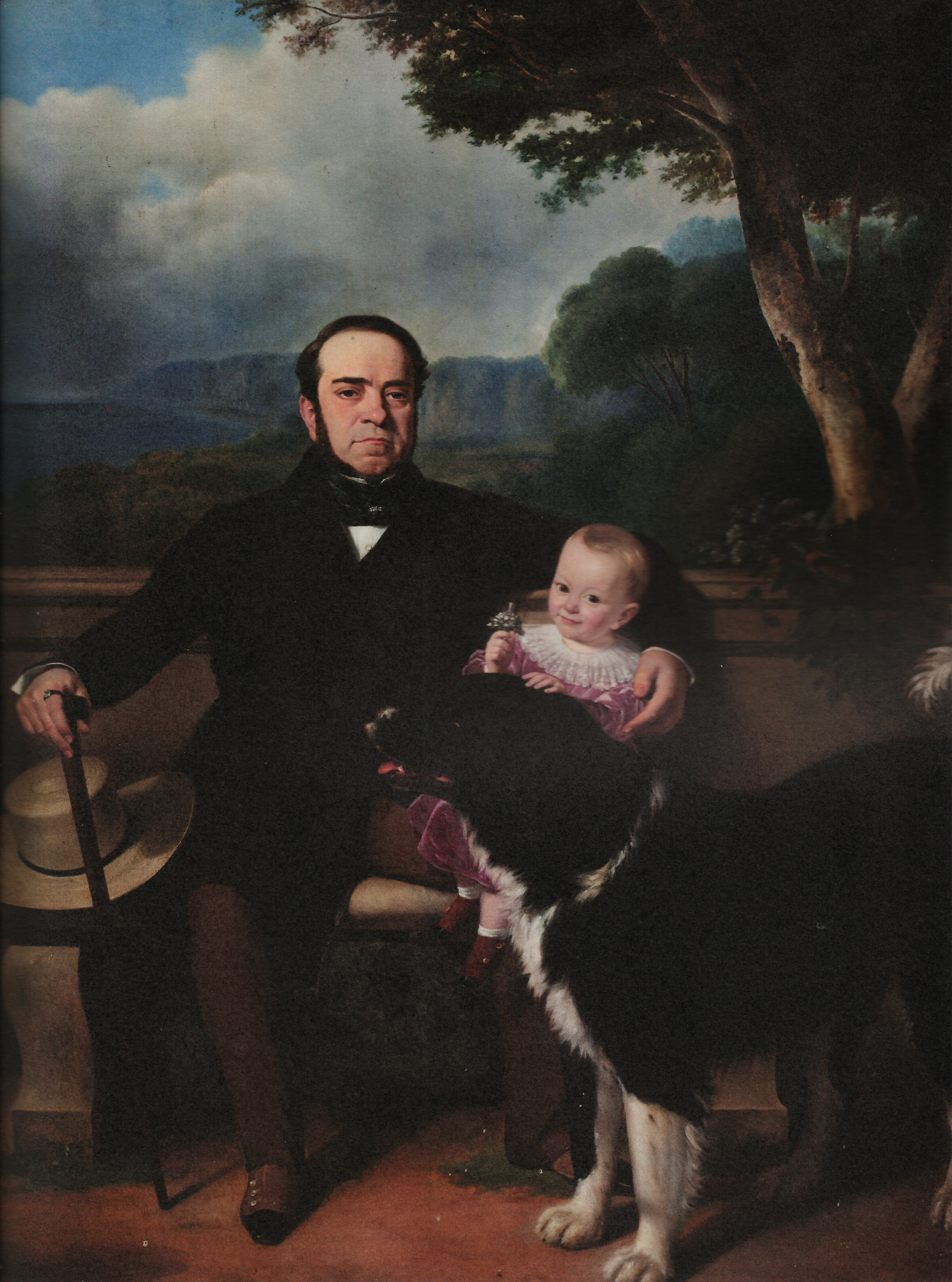
Retrato de José Máximo Coelho Falcão e criança (1842), da autoria de Auguste Roquemont (Coleção Família Lobo de Vasconcellos)

Encantado com o país e as suas gentes, Roquemont fixou-se no norte de Portugal, refugiando-se em Guimarães, na casa do miguelista Visconde de Azenha, onde passou longas temporadas, dedicando-se à produção de retratos particulares e de miniaturas, de projetos de arquitetura e decorações de igrejas, e a pintar bandeiras de irmandades. Mas Guimarães, nesse tempo, não era propriamente um grande centro artístico, nem sequer um lugar onde um pintor conseguisse ganhar a vida. Os seus pouco mais de 8500 habitantes dedicavam-se à agricultura, à indústrias dos têxteis, papel e compotas e não podiam garantir o futuro a um artista. Por isso, em 1830, o suíço não tem outro remédio senão aproveitar um trabalho que lhe oferece a Companhia Geral da Agricultura das Vinhas do Alto Douro: levantar a Carta Topográfica do país vinhateiro, apesar de nada entender do assunto. Passa mais de um ano nessas tarefas. A família dos Viscondes de Azenha era, contudo, demasiado influente junto do regime, para assistir de braços cruzados ao desmoronamento da carreira artística do seu protegido. Uma das filhas dos Viscondes, casara com o poderoso Conde de Basto, importante ministro do governo de D. Miguel I. Não tardou a que Basto arranjasse para Roquemont um lugar invejável: o de Director da Aula de Desenho da Academia Real de Marinha e Comércio do Porto (Carta Real de 28 de novembro de 1831). Com um ordenado anual de 600 réis terá exercido funções entre abril e julho de 1832, mês em que abandonou a cidade com a chegada das tropas liberais.
Fez algumas estadas pontuais em Lisboa e, a partir de 1847, fixou residência no Porto, e vê, logo no ano seguinte, as suas telas de costumes populares serem freneticamente aplaudidas, por ocasião da trienal da Academia Portuense de Belas-Artes.

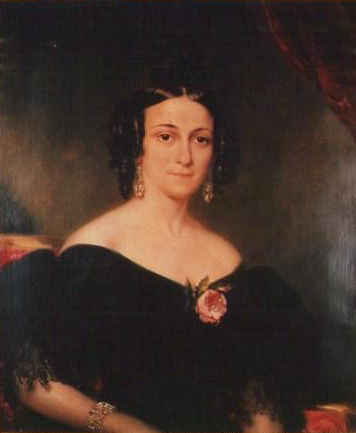
Mariana Carlota Lodi, da autoria Auguste Roquemont (Coleção particular Quintela).

Nesta cidade foi mestre dos pintores João António Correia, Guilherme António Correia, António José de Sousa Azevedo, Caetano Moreira da Costa Lima e Francisco José Resende, este último seu discípulo favorito, que frequentavam o seu atelier.
Além da técnica da pintura a óleo, usada nos seus famosos retratos da nobreza e da alta burguesia nortenhas e nos costumes populares, também produziu trabalhos a lápis, carvão e esfuminho e fez retrato-miniatura. Os retratos do suíço, de desenho meticuloso, elegante e subtil, luz clara, modelação fina, texturas palpáveis e acabamentos primorosos, fariam escola no Porto: os pintores românticos portuenses tomaram-nos como modelo para o resto da vida. Auguste marcou fortemente a primeira geração de pintores românticos portugueses, sobretudo Tomás da Anunciação.
A trienal da Academia de 1851, proporcionaria a Roquemont novo triunfo. Expôs neste certame duas telas: um auto-retrato e um quadro de costumes portugueses das Provincias do Sul. A imprensa do Porto multiplicou os elogios a estas obras: "(...) Este insigne artista, nem mesmo que o quisera, pintaria mal.", escreveu o Chronista. Foi no auge da sua glória que o destino atraiçoou Roquemont. No dia 23 de janeiro de 1852, o artista trabalhava no seu atelier, quando sentiu um frio terrível. Aproximou-se do fogão que estava aceso, mas pouco depois o mesmo frio glacial atingia-o com violência. Seguiu-se uma dor forte. Por volta da meia noite recebeu o Sagrado Viático e fez as suas disposições testamentárias. Faleceu às 6 da manhã, do dia 24 de janeiro, aos 47 anos, vitimado por uma pneumonia, no seu atelier do já desaparecido Largo do Corpo da Guarda, freguesia da Sé, no Porto, encontrando-se sepultado em jazigo no Cemitério do Prado do Repouso, na mesma cidade.
A sua obra está representada no Museu Nacional de Soares dos Reis, no Porto, no Museu Nacional Grão Vasco, em Viseu, e na Casa-Museu Dr. Anastácio Gonçalves, em Lisboa.

## Obras
- Procissão portuguesa.
- O chafariz de Guimarães (ou Cena de província).
- Retrato dos filhos do conselheiro Joaquim Torquato Álvares Ribeiro.
- Pintura mural em uma das salas da Casa de Sezim (Guimarães). Com o tema "As aventuras de D. Quixote".
- Retrato do conselheiro João Baptista Felgueiras.
- Bandeira processional da Real Irmandade de Nossa Senhora da Consolação e Santos Passos - Guimarães.
- Retratos dos barões do Seixo (Almeida Coutinho), considerados um dos melhores exemplos da pintura Romântica em Portugal.
- Pinturas na igreja paroquial de Guimarães.
- Pintura de D. Quixote por cima da porta de entrada em uma sala no Palácio de Queluz.